# Paratrypanius bipunctatus
Paratrypanius bipunctatus là một loài bọ cánh cứng trong họ Cerambycidae.